# Burning Fire
Burning Fire – trzydziesty pierwszy album studyjny Sizzli, jamajskiego wykonawcy muzyki reggae i dancehall.
Płyta została wydana 29 marca 2005 roku przez wytwórnię Penitentiary Records. Znalazła się na niej kompilacja najnowszych singli wokalisty. Produkcją całości zajął się Patrick Golding.

## Lista utworów
1. „Jah Is Love”
2. „Love You for Who You Are”
3. „Take Good Care”
4. „You Gonna Need My Love”
5. „Dress Immaculate”
6. „Jah Knows Best”
7. „No Bad Mind No Red Eye”
8. „Buss Brain”
9. „Be Yourself”
10. „African Queen”
11. „Sing A Song”
12. „No Man Stand Alone”
13. „World Leaders”
14. „Fire”